# Мінімальне стримування
У ядерній стратегії мінімальне стримування (англ. minimal deterrence, також існують варіанти minimum deterrence і finite deterrence) — практичне застосування теорії ядерного стримування, згідно з якою держава не має ядерної зброї у кількості більшій, ніж необхідно для утримання супротивника від нападу. Чисте мінімальне стримування — це доктрина незастосування першим, яка стверджує, що єдина місія ядерної зброї — стримати ворожу ядерну державу, зробивши ціну відплати за перший удар неприйнятно високою для неї. Для надійного стримування необхідно створити повну впевненість, що будь-який напад спричинить удар у відповідь. Іншими словами, мінімальне стримування вимагає відмови від контрсилової стратегії на користь атаки по силам, здатним пережити ядерну атаку, які можуть бути використані для контрціннісного другого удару.
У той час як Сполучені Штати і Радянський Союз розвинули надійні засоби першого і другого удару під час холодної війни, Китайська Народна Республіка дотримувалася доктрини мінімального ядерного стримування. Припускаючи, що особи, які приймають рішення про застосування сили, роблять аналіз втрат і вигід, доктрина Китаю передбачає обмеження ядерного арсеналу кількістю, достатньою лише для знищення «стратегічних точок» ворожої держави таким чином, щоб її очікувані втрати внаслідок першого удару перевищували очікувані вигоди. Також цю стратегію прийняла Індія, яка називає її «надійне мінімальне стримування» (англ. credible minimum deterrence).
Пакистан також дотримується свого варіанту політики «надійного мінімального стримування», також відомого як «N-стримування». На цьому оборонному і стратегічному принципі базується ядерна програма цієї держави. Ця політика не є частиною всією ядерної доктрини Пакистану, яка розрахована на застосування атомної зброї у повномасштабній і оголошеній війні, розвиток якої досяг оговорених доктриною умов. Натомість політика надійного мінімального стримування підпадає під визначення мінімального стримування як протилежність до взаємного гарантованого знищення, яка, як вважається, мала на меті відмовити Індію від будь-яких військових дій проти Пакистану, як це було в 1971 році, коли Пакистан почав війну. Пакистан відмовляється дотримуватися політики «незастосування першим», на відміну від Індії та Китаю, що прийняли цю політику. Міністр закордонних справ Пакистану Шамшад Ахмад попередив, що Пакистан, зазнавши вторгнення або іншого нападу, використає для захисту «будь-яку зброю зі свого арсеналу».
Мінімальне стримування є одним із способів вирішення дилеми безпеки та уникнення гонки озброєнь. На людей, які приймають рішення, часто здійснюють тиск з метою розширення арсеналів, коли вважається, що арсенали вразливі до першого удару супротивника, особливо коли обидві сторони прагнуть отримати перевагу. Усунення цієї передбачуваної вразливості зменшує стимули виробляти більше зброї та вдосконалювати її. Наприклад, ядерні сили Сполучених Штатів перевищують вимоги щодо мінімального стримування та структуровані так, щоб вражати численні цілі в багатьох країнах і мати здатність наносити успішні контрсилові удари з високою впевненістю. У відповідь на це Китай продовжує модернізувати свої ядерні сили, оскільки його лідери стурбовані живучістю свого арсеналу в умовах прогресу Сполучених Штатів у стратегічній розвідці, високоточній зброї та протиракетній обороні.
Одним з недоліків мінімального стримування є те, що воно вимагає точного розуміння рівня шкоди, який супротивник вважає неприйнятним, особливо якщо це розуміння змінюється з часом таким чином, що засіб стримування, який раніше вважався надійним, більше не викликає довіри. Також стратегія мінімального стримування повинна також враховувати, що частина ядерного арсеналу буде знищена або виведена з ладу під час контрсилового удару супротивника. Крім того, мінімальний потенціал стримування може надати сміливості ядерній державі, яка більш сильній ядерній державі, як це спостерігалося у відносинах між Китаєм і Сполученими Штатами. Нарешті, хоча прийняття рішення про мінімальне стримування під час переговорів щодо озброєнь дозволяє державам проводити скорочення ядерного арсеналу, не стаючи при цьому вразливими, після досягнення мінімального стримування подальші скорочення небажані, оскільки вони підвищать вразливість держави та можуть спонукати супротивника таємно розширювати свій ядерний арсенал.

## Виноски
1. ↑  Kristensen, Norris and Oelrich 2009, стор. 21
2. ↑  Lieber and Press 2006, стор. 37
3. ↑  Ross 2002, стор 56
4. ↑  Feickert and Kronstadt 2003, стор. 9
5. ↑  Freedman 2003, стор. 178
6. ↑  Kristensen, Norris and Oelrich 2009, стор. 8
7. ↑  Blair 2009, стор. 23
8. ↑  Stout 2010
9. ↑  Freedman 2003, стор. 195
10. ↑  McVadon 2005, стор. 6
11. ↑  Nalebuff 1988, стор. 424